# El Beddouza
El Beddouza  (in arabo البدوزة‎?) è un centro abitato e comune rurale del Marocco situato nella provincia di Safi, regione di Marrakech-Safi. Conta una popolazione di 14 084 abitanti (censimento 2014).